# Assertio Septem Sacramentorum
Assertio Septem Sacramentorum (latin "Försvar av de sju sakramenten"), engelska Defence of the Seven Sacraments, är en bok som sannolikt skrevs av kung Henrik VIII av England 1521. 
Henrik började skriva den 1518, medan han läste Martin Luthers angrepp mot avlatsbrev. I juni samma år hade han visat den för Thomas Wolsey, men den förblev privat till tre år senare, då det tidigare manuskriptet blev de första två kapitlen av Assertio, medan resten bestod av nytt material i anknytning till Luthers De Captivitate Babylonica. Det anses att Thomas More var inblandad i att skriva stycket. 
Historikern John Joseph Scarisbrick beskriver verket som "ett av de mest framgångsrika exemplen på katolska polemiker producerade av den första generationen av anti-protestantiska författare." Det gavs ut i ungefär tjugo utgåvor på 1500-talet, och hade redan 1522 kommit ut i två olika tyska översättningar. 
Verket var tillägnat påven Leo X, som belönade Henrik med titeln Fidei Defensor (en titel som fortfarande används av monarkerna av Storbritannien) i oktober 1521. Detta får en viss ironi när man tänker på de religiösa omvälvningar som skulle skaka England under reformationen som skedde under de följande årtiondena. Senare brittiska monarker har behållit denna titel, även sedan den anglikanska kyrkan är 1867  bröt sig ur den Romersk-katolska kyrkan. 
Luthers svar på Assertio blev i sin tur besvarat av Thomas More, som då var Henriks lordkansler och en av ledarna för den katolska humanistiska gruppen i England.